# Burgstraße (metropolitana di Amburgo)
La stazione di Burgstraße è una stazione della metropolitana di Amburgo, servita dalle linee U2 e U4.